# Oued Charef
Der Oued Charef (im späteren Verlauf Oued Za genannt) ist ein etwa 250 langer, aber nur nach heftigen oder langanhaltenden Regenfällen in Teilabschnitten wasserführender Fluss im Osten des nordafrikanischen Staates Marokko.

## Verlauf
Der Oued Charef entspringt in den östlichen Ausläufern des Hohen Atlas; er fließt zumeist nach Norden und passiert die Stadt Aïn Beni Mathar. Im weiteren Verlauf wird er Oued Za genannt; er wendet sich nach Westen bzw. Nordwesten, passiert die Stadt El Aïoun Sidi Mellouk und mündet schließlich bei der Kleinstadt Melg el Ouidane in den Moulouya.

## Stausee
- Barrage Hassan II